# Kreis Pinneberg
Kreis Pinneberg is een Kreis in de Duitse deelstaat Sleeswijk-Holstein. De Kreis telt 317.085 inwoners (31 december 2020) op een oppervlakte van 664,11 km². Ook het eiland Helgoland behoort tot de Kreis. Kreisstadt is de gelijknamige stad.

## Steden en gemeenten

Gemeentes in de Kreis

Pinneberg is verdeeld in 11 Amtvrije gemeenten en 6 Ämter met in totaal 38 deelnemende gemeenten
| Amtvrije gemeenten                                                         | Amtvrije gemeenten                                          | Amtvrije gemeenten                                         |
| -------------------------------------------------------------------------- | ----------------------------------------------------------- | ---------------------------------------------------------- |
| - 1. Barmstedt - 2. Bönningstedt - 3. Elmshorn - 4. Halstenbek - 5. Hasloh | - 6. Helgoland - 7. Pinneberg - 8. Quickborn - 9. Rellingen | - 10. Schenefeld - 11. Tornesch - 12. Uetersen - 13. Wedel |

Ämter met deelnemende gemeenten (* = bestuurszetel)
| - 1. Amt Elmshorn-Land bestuur in Elmshorn 1. Klein Nordende 2. Klein Offenseth-Sparrieshoop 3. Kölln-Reisiek 4. Raa-Besenbek 5. Seester 6. Seestermühe 7. Seeth-Ekholt - 2. Amt Hörnerkirchen bestuur in Barmstedt 1. Bokel 2. Brande-Hörnerkirchen 3. Osterhorn 4. Westerhorn | - 3. Amt Geest und Marsch Südholstein 1. Appen 2. Groß Nordende 3. Haselau 4. Haseldorf 5. Heidgraben 6. Heist 7. Hetlingen 8. Holm 9. Moorrege* 10. Neuendeich | - 4. Amt Pinnau bestuur in Rellingen 1. Borstel-Hohenraden 2. Ellerbek 3. Kummerfeld 4. Prisdorf 5. Tangstedt - 5. Amt Rantzau bestuur in Barmstedt 1. Bevern 2. Bilsen 3. Bokholt-Hanredder 4. Bullenkuhlen 5. Ellerhoop 6. Groß Offenseth-Aspern 7. Heede 8. Hemdingen 9. Langeln 10. Lutzhorn |  |

Appen ·
Barmstedt ·
Bevern ·
Bilsen ·
Bokel ·
Bokholt-Hanredder ·
Bönningstedt ·
Borstel-Hohenraden ·
Brande-Hörnerkirchen ·
Bullenkuhlen ·
Ellerbek ·
Ellerhoop ·
Elmshorn ·
Groß Nordende ·
Groß Offenseth-Aspern ·
Halstenbek ·
Haselau ·
Haseldorf ·
Hasloh ·
Heede ·
Heidgraben ·
Heist ·
Helgoland ·
Hemdingen ·
Hetlingen ·
Holm ·
Klein Nordende ·
Klein Offenseth-Sparrieshoop ·
Kölln-Reisiek ·
Kummerfeld ·
Langeln ·
Lutzhorn ·
Moorrege ·
Neuendeich ·
Osterhorn ·
Pinneberg ·
Prisdorf ·
Quickborn ·
Raa-Besenbek ·
Rellingen ·
Schenefeld ·
Seester ·
Seestermühe ·
Seeth-Ekholt ·
Tangstedt ·
Tornesch ·
Uetersen ·
Wedel ·
Westerhorn